# Astragalus stenocarpus
Astragalus stenocarpus là một loài thực vật có hoa trong họ Đậu. Loài này được Gontsch. miêu tả khoa học đầu tiên.